# Marcelo André Veiga Lopes
Marcelo André da Veiga Lopes (sinh ngày 21 tháng 4 năm 1994) là một cầu thủ bóng đá người Bồ Đào Nha thi đấu cho Real S.C., ở vị trí tiền đạo.

## Sự nghiệp bóng đá
Vào ngày 29 tháng 7 năm 2017, Lopes có màn ra mắt cho Real trong trận đấu tại Cúp Liên đoàn bóng đá Bồ Đào Nha 2017–18 trước Belenenses.